# A herdade
A herdade è un film del 2019 diretto da Tiago Guedes.
È stato presentato in concorso alla 76ª Mostra internazionale d'arte cinematografica di Venezia.

## Trama
I Fernandes sono una famiglia di proprietari terrieri che si tramanda da generazioni una vasta tenuta sulla riva meridionale del fiume Tago, in Portogallo. Nel 1973 João, patriarca incontrastato e attuale proprietario della tenuta, dovrà confrontarsi con gli avvenimenti legati alla rivoluzione dei garofani e, vent'anni più tardi, con le inquietudini e il retaggio della generazione successiva.

## Distribuzione
Il film è stato presentato in anteprima il 5 settembre 2019 in concorso alla 76ª Mostra internazionale d'arte cinematografica di Venezia.

## Riconoscimenti
- 2019 - Mostra internazionale d'arte cinematografica
  - In competizione per il Leone d'oro al miglior film